# Hospital de Sant Jaume (Cardona)
L'Hospital de Sant Jaume és un edifici que forma part de l'Inventari del Patrimoni Arquitectònic Català de la vila de Cardona (Bages).
Abans de l'hospital de Sant Jaume, a Cardona hi havia hagut l'antic Hospital de Pobres de l'Almoina de la Canònica de Sant Vicenç, del qual es té notícia que ja existia abans de l'any 1083.

## Descripció
Edifici d'arquitectura civil destinat a Hospital Municipal, amb la façana principal orientada a migdia. L'edifici de quatre vents presenta un cos central diferenciat a la façana de migdia i a l'interior un pati amb unes galeries orientades a migdia.
L'edifici presenta en la seva estructura general una gran simetria i austeritat de formes, marcant gairebé la decoració.
Actualment és una residència geriàtrica amb el nom de Residència de 3a edat Sant Jaume.

## Història

### Antics Hospitals de pobres de Sant Jaume

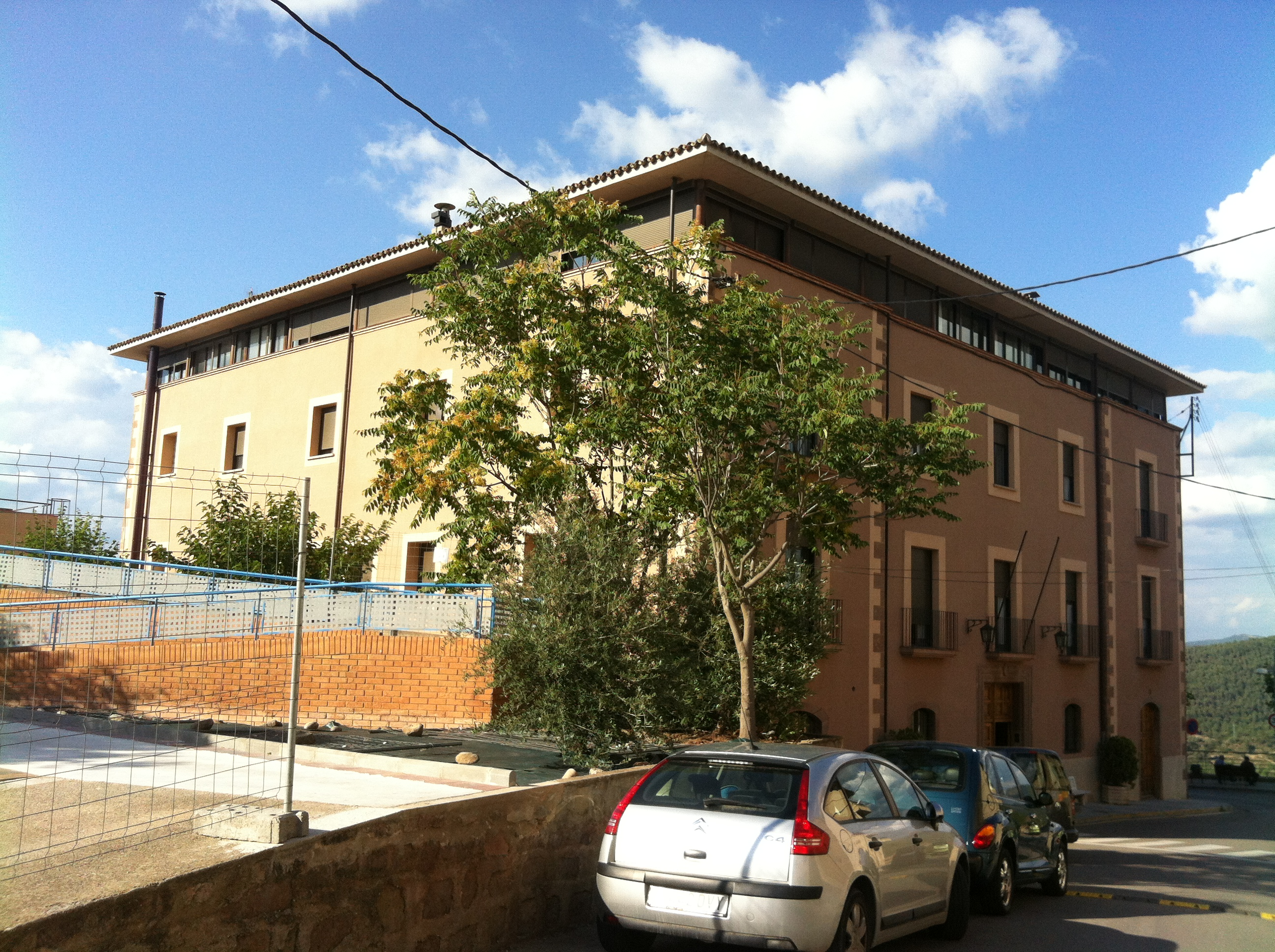
Residència de Sant Jaume de Cardona

L'actual edifici de l'hospital de st. Jaume ocupa el lloc del segon gran hospital construït per la vila de Cardona, un cop el del carrer del mercat quedà inhabilitat. Aquest segon hospital fou destruït pel general Lacy, seguin les ordres del Govern central en la guerra del Francès.
Hi ha documentació datada des de la primera meitat del segle xvi que ens diu que l'hospital més antic estava situat al costat de la capella de Santa Eulàlia. Com que aquest hospital va quedar rodejat de cases es va veure la necessitat de construir un nou hospital situat a la cornisa nord de la vila.

### Nou Hospital de Sant Jaume
El nou hospital fou construït per iniciativa de la vila de Cardona; l'any 1852 es col·locà la primera pedra i aviat s'aconseguí que fos hospital Comarcal, fins que l'any 1870 passà de nou a Hospital Municipal. El general Lacy aterrà també el veí convent dels franciscans i amb les pedres i carreus de la porta de l'església d'aquest convent (del 1642) foren utilitzades per la porta del nou hospital.